# 九重山

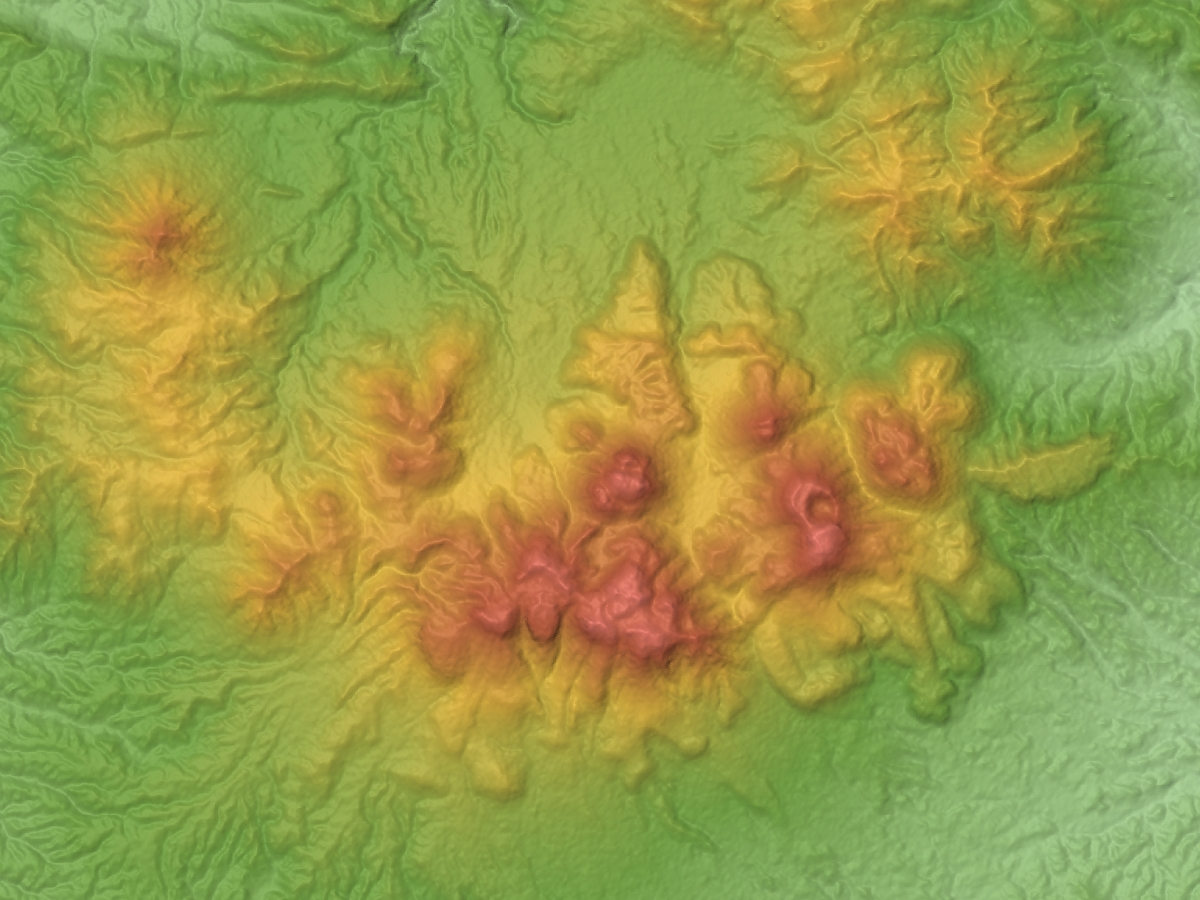
九重山の地形図

九重山（くじゅうさん）は、大分県玖珠郡九重町と竹田市久住町の境界に位置する山々の総称（地質学上の呼称）。最高峰は九州本土最高峰でもある中岳 (標高1,791m）。
一般的には火山群や周辺地域全体を指すときはくじゅう連山（九重連山）、その主峰となっている一山（標高1,787m）を指す場合には久住山も用いている。国土地理院の火山土地条件図では「くじゅう連山」とひらがな表記になっている。日本百名山の一つに数えられ、一帯は阿蘇くじゅう国立公園に指定されている。

## 名称

### 九重山と久住山
山麓には古く旧竹田領側に九重山白水寺（法華院）、旧肥後領側に久住山猪鹿寺の2つの寺院が開かれ、山号を基にした表記がそれぞれの地域に結びつくことになり、九重町では「九重山」、久住町では「久住山」の表記が用いられるようになった。
国土地理院の5万分の1地形図「宮原」の初版（1903年、明治36年）では、標高1787,9mの嶺峯を「久住山」、星生山や久住山などの嶺峯の総称を「九重山」と表記している。

### くじゅう連山
山の統一的な名称については論争があったが、旧直入郡久住町と玖珠郡九重町との合意で、黒岳、大船山、平治岳、三俣山、稲星山、久住山等の山々の総称をひらがな表記で「くじゅう連山」とすることになった。これにより「阿蘇国立公園」にこの地域を加えて改名するにあたり名称を「阿蘇くじゅう国立公園」とすることになった。また、坊ガツル・タデ原のラムサール条約への登録名も「くじゅう坊ガツル・タデ原湿原」となっている。

### 地質学上の呼称
気象庁ではこれらの山々の総称を「九重山」としており研究者の論文の多くもこれに倣っている。
なお、宮城火砕流の噴出以降の火山活動で形成された火山体（くじゅう連山及び猟師山、合頭山、黒岩山、泉水山の総称）を九重火山群という（涌蓋山など玖珠川以西の山は含まない）。

## 主要峰
10数個の火山体が東西13km、南北10kmの範囲に集まっている。標高にして1,700m前後のものが多い。西部には久住山をはじめとする久住山系の山々が連なり、広い坊がツルの草原をはさんだ東側の対面に大船山を中心とする大船山系の山々が並ぶ。
- 久住山系（西側）
  - 久住山 (1,787m)- 溶岩ドーム（主峰）
  - 中岳 (1,791m) - 九州本土最高峰
  - 稲星山 (1,774m) - 溶岩ドーム
  - 星生山 (1,762m) - 溶岩ドーム
  - 三俣山 (1,745m) - 溶岩ドーム
  - 猟師山 (1,423m) - 溶岩ドーム

- 大船山系（東側）
  - 黒岳 (高塚山 1,587m) - 最新の溶岩ドーム
  - 大船山 (1,786m) - 成層火山
  - 北大船山 (1,706m) - 火砕丘群
  - 平治岳 (1,643m) - 成層火山
    - 二つの峰があり、九重でも指折りのミヤマキリシマの群落がある。

## 火山活動

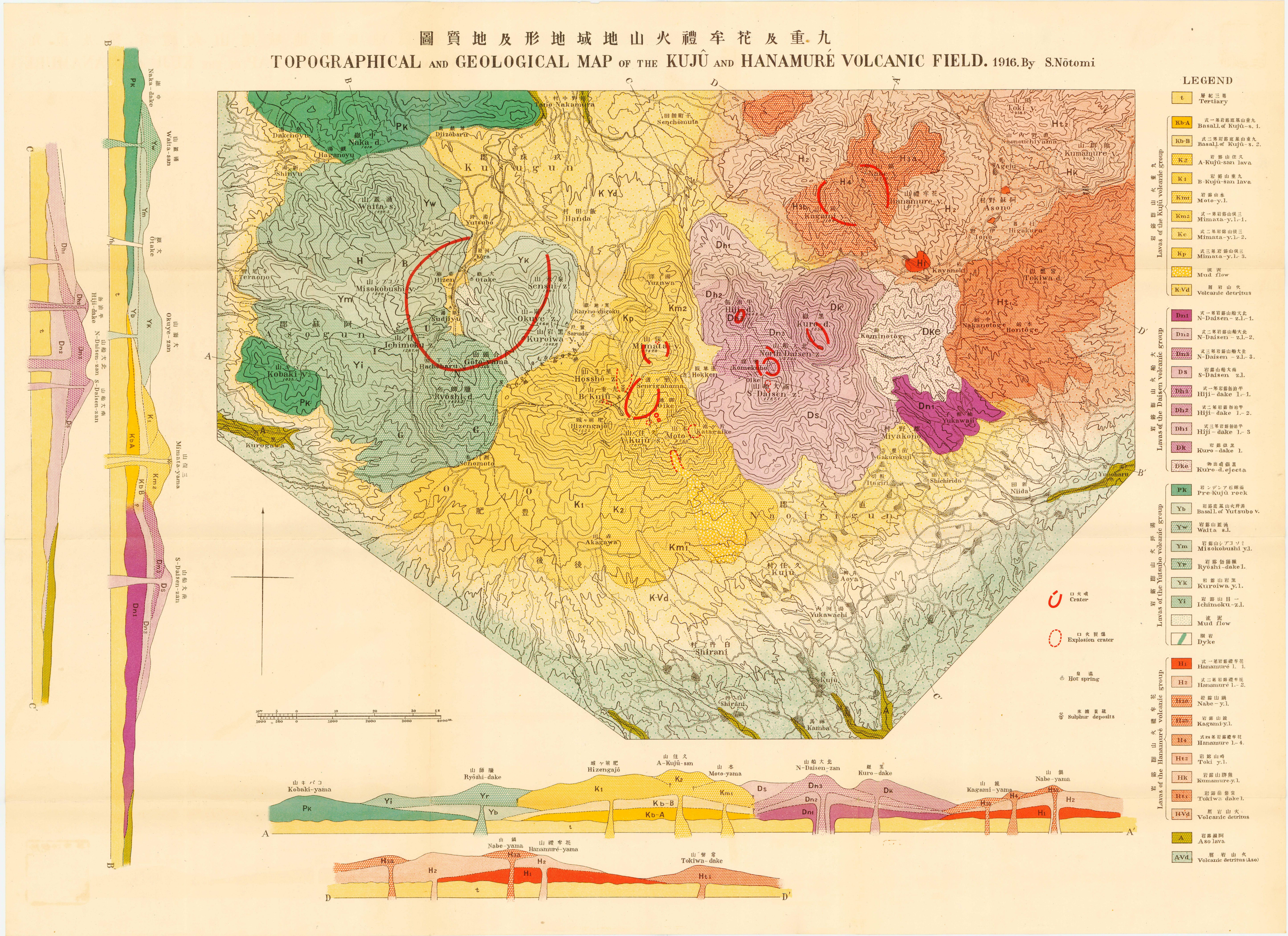
震災予防調査会の地形地質図（1920年）。

九重火山は、約20万年前に形成された宮城火砕流堆積物より上位の活動と定義される、安山岩～デイサイトを主体とする火山群である。宮城火砕流堆積物より下位の周辺の活動としては、30万-60万年前に野稲火山群、40万-100万年前に涌蓋火山群、60万-90万年前に時山火山群、80万-100万年前に猪牟田カルデラが存在する。これらの火山も以前は九重火山として含まれていた。
活動の初期に比較的大きな火砕流を3回噴出しているが、カルデラを形成した形跡は無い。約5.4万年前にも飯田火砕流、九重第1降下軽石などを噴出する大きな噴火（7.2 DRE km3）が発生した。現在見られる山々のうち西側の久住山・星生山・三俣山などがある久住山系は13万年前から活動していたが、東の大船山系はそれより新しく2万5千年前から噴火を始めた。九重連山で最も東側にある黒岳は約1600年前の噴火によって形成されたもので、噴出量が1 DRE km3を越えるイベントの中では最新の山体である。山中には現在も噴気による立ち入り禁止箇所がある。
火山噴火予知連絡会によって火山防災のために監視・観測体制の充実等の必要がある火山に選定された。
この一帯は地熱地帯で、筋湯温泉の近くには火山の熱エネルギーを利用して地熱発電する八丁原発電所、大岳発電所がある。

## 高原
九重山の北や南は緩やかに波打つ広大な草原となっており、酪農が盛ん。またこの特徴を利用した観光牧場も多い。
- 飯田高原 - 九重山北麓。温泉に富む。
- 久住高原 - 九重山南麓。

## 植生
『坊がつる賛（讃）歌』に詠われたミヤマキリシマは、初夏に大船山や平治岳の斜面を赤く染める。そのほかにもイワカガミ、ツクシシャクナゲ、ツクシドウダン、コケモモ、マツムシソウ、リンドウなどが山中のあちこちに次々に咲く。

## 登山口
阿蘇市と別府市を結ぶやまなみハイウェイ沿線にある長者原（バス停：くじゅう登山口）や牧ノ戸峠が登山口となる。九重山の北側に位置する長者原からは坊ガツル経由で大船山、久住山等へ、西側に位置する牧ノ戸峠からは久住山等への登山道が整備されている。

## 温泉
九重山中にある法華院温泉は、標高1,303mの高さにある一軒宿、交通手段は徒歩のみ。九重山の中腹を通るやまなみハイウェイ沿いには、寒の地獄温泉、星生温泉などの一軒宿が点在しており、「くじゅう連山温泉郷」と呼ばれている。少し離れた筋湯温泉は『打たせ湯』で有名だが、立派な宿泊施設が立ち並ぶ。

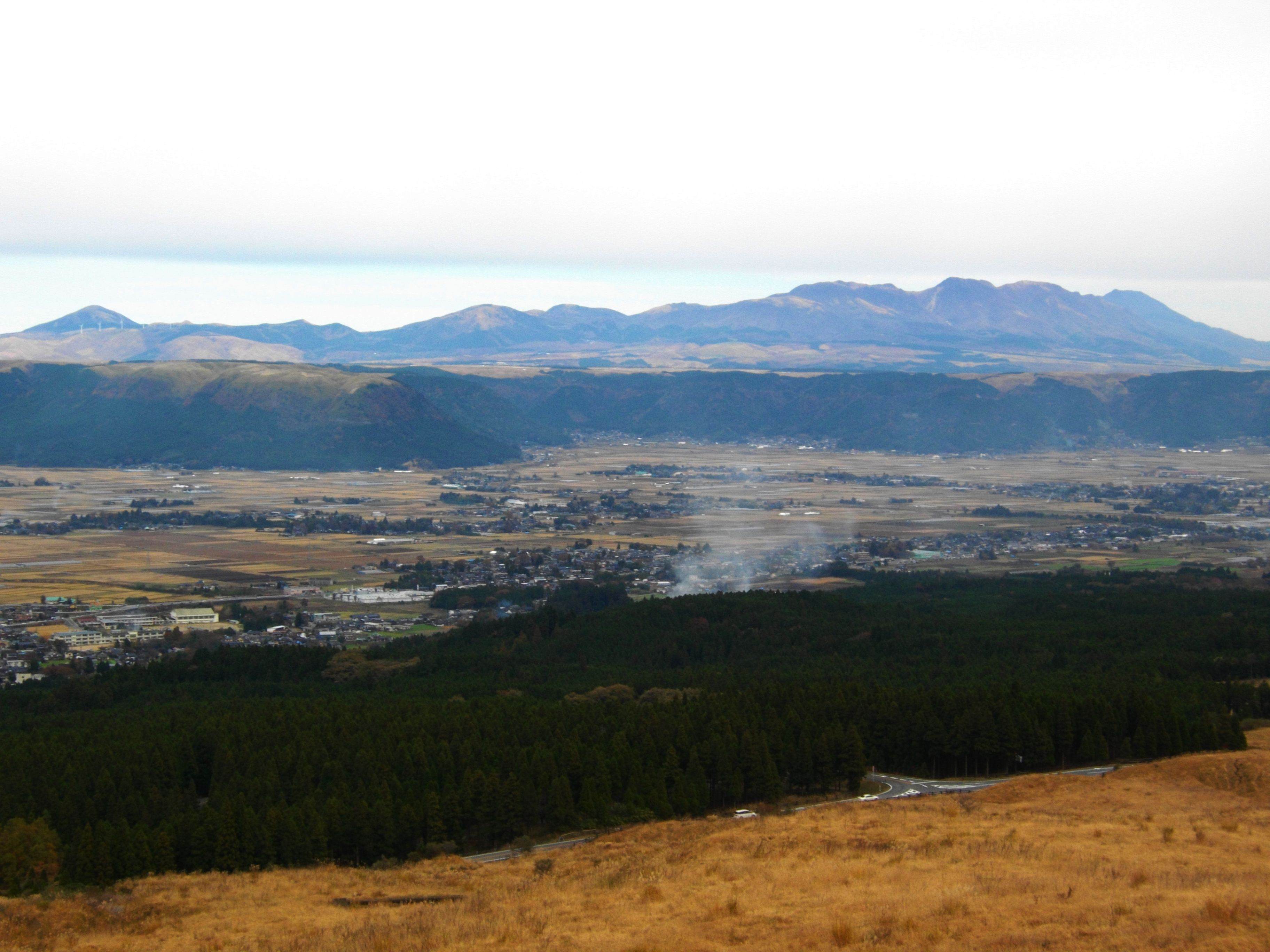
阿蘇中腹から見た九重連山
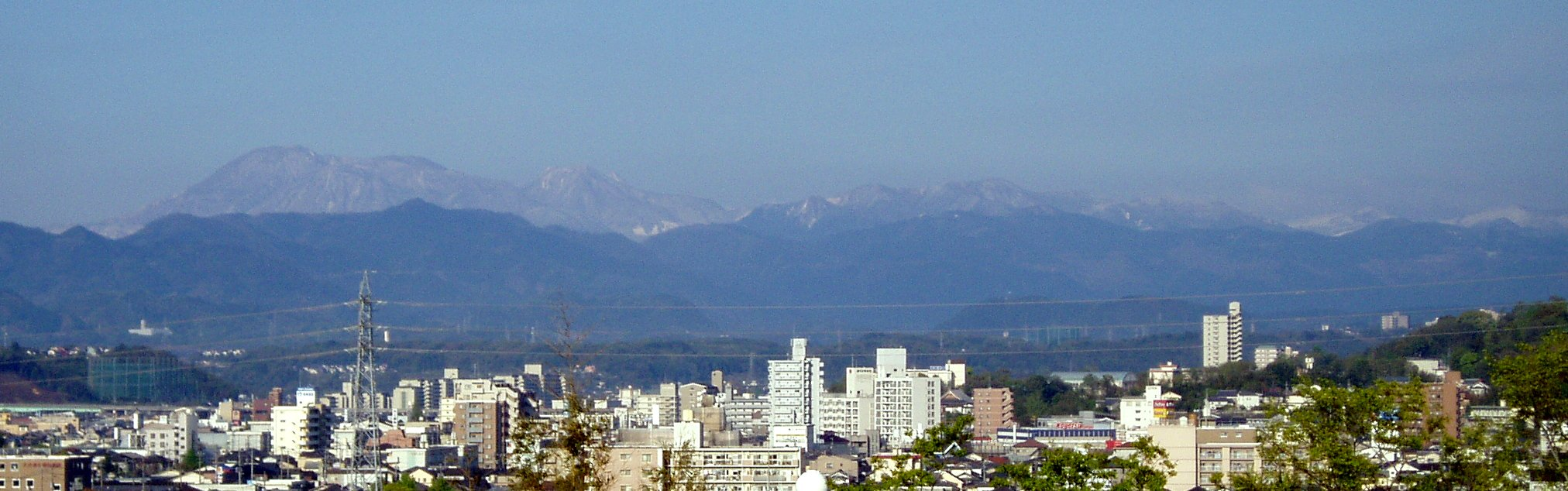
大分市街から望む残雪の九重連山
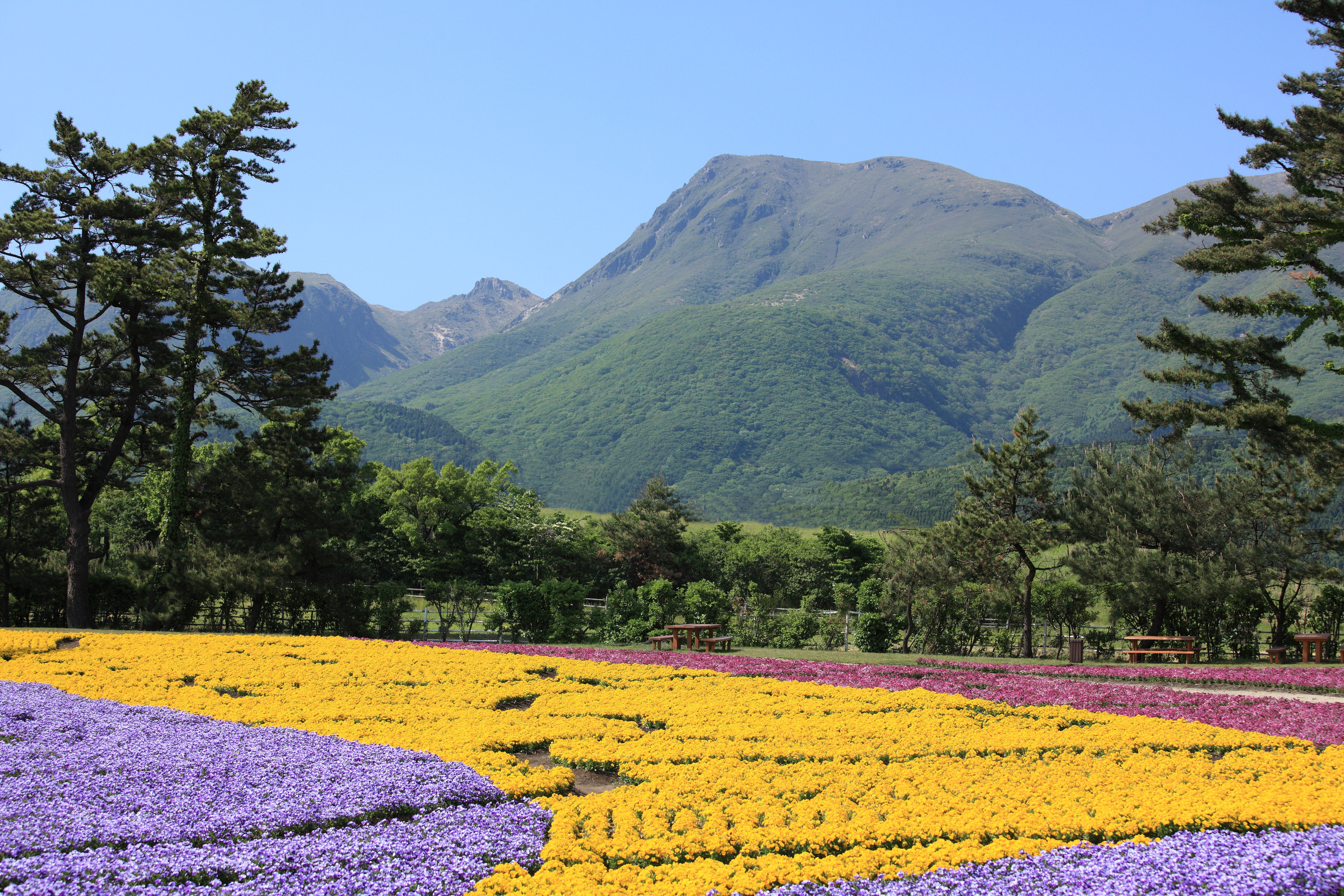
久住山とくじゅう花公園
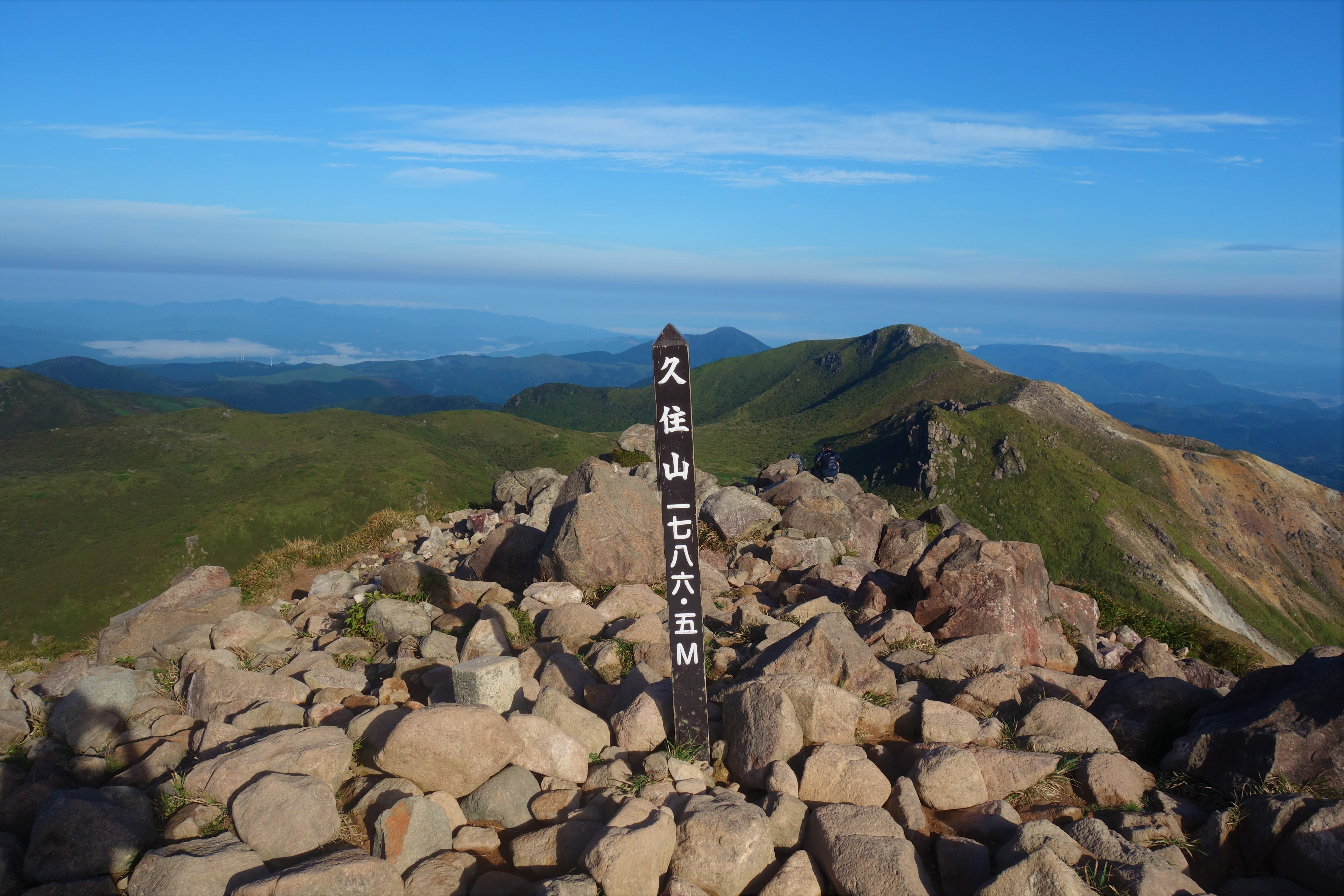
久住山山頂
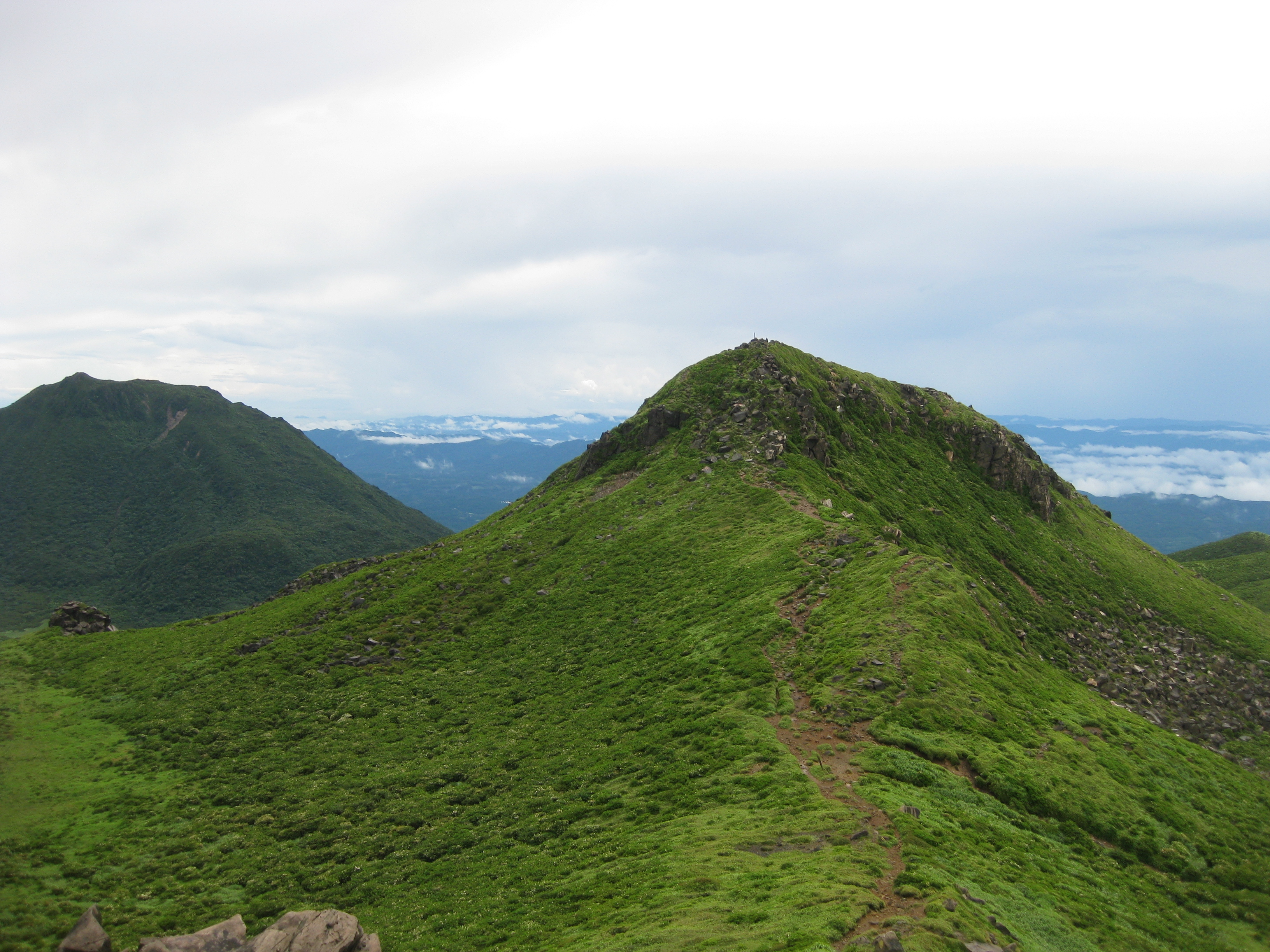
中岳
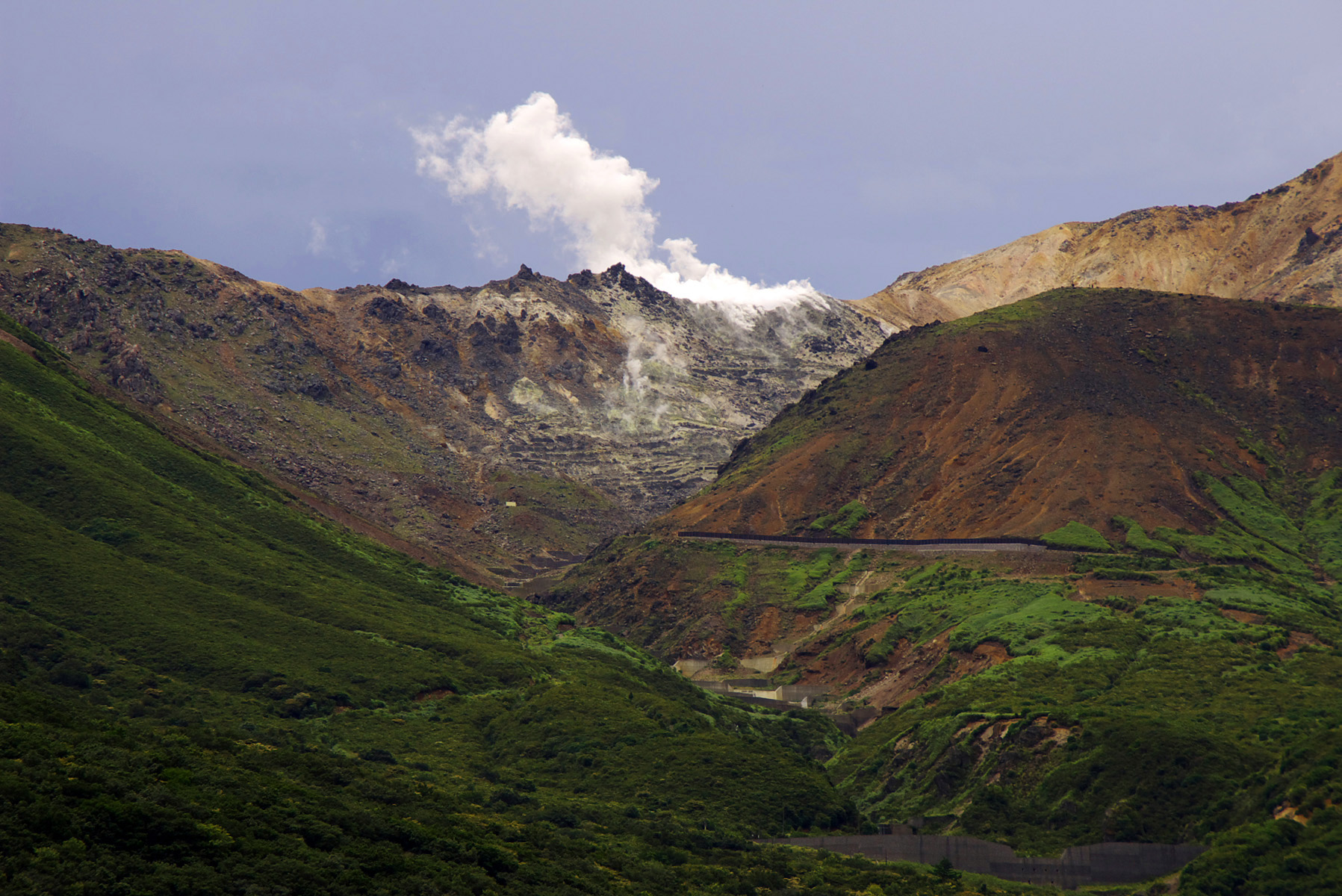
長者原から見た硫黄山
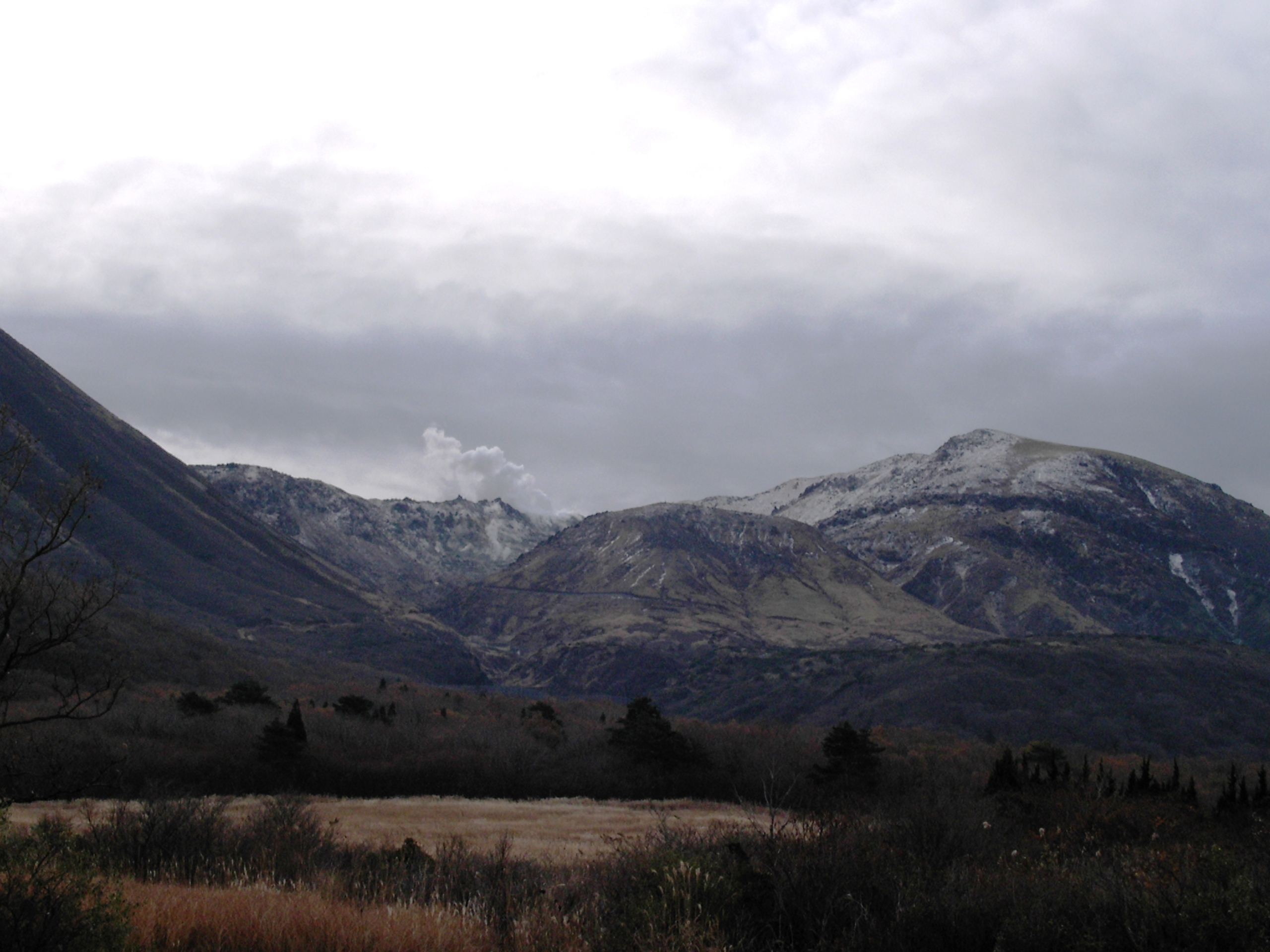
長者原から見た星生山と硫黄山
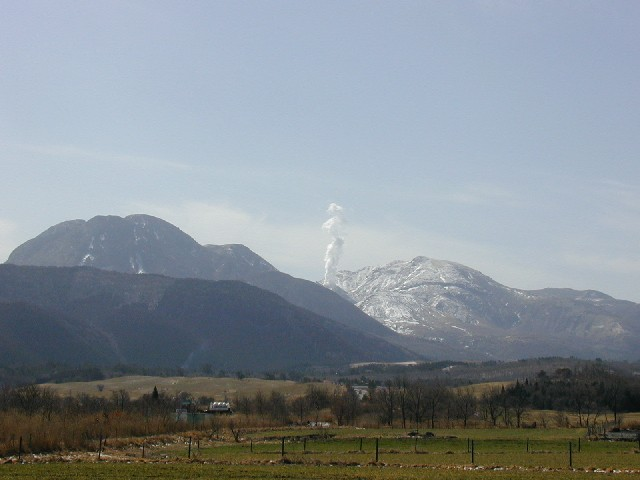
星生山（右）と三俣山（左）。中央の噴煙は硫黄山
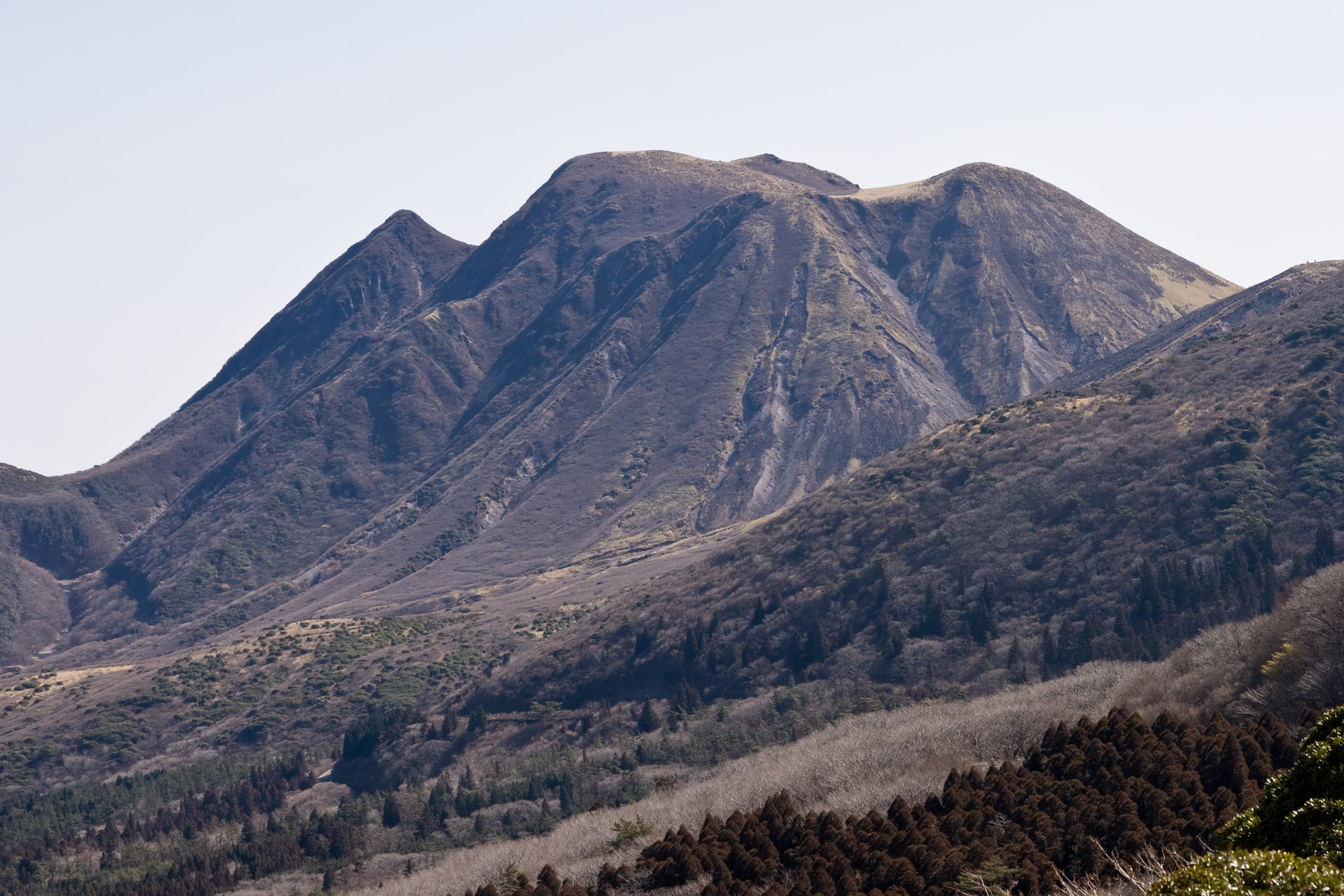
三俣山
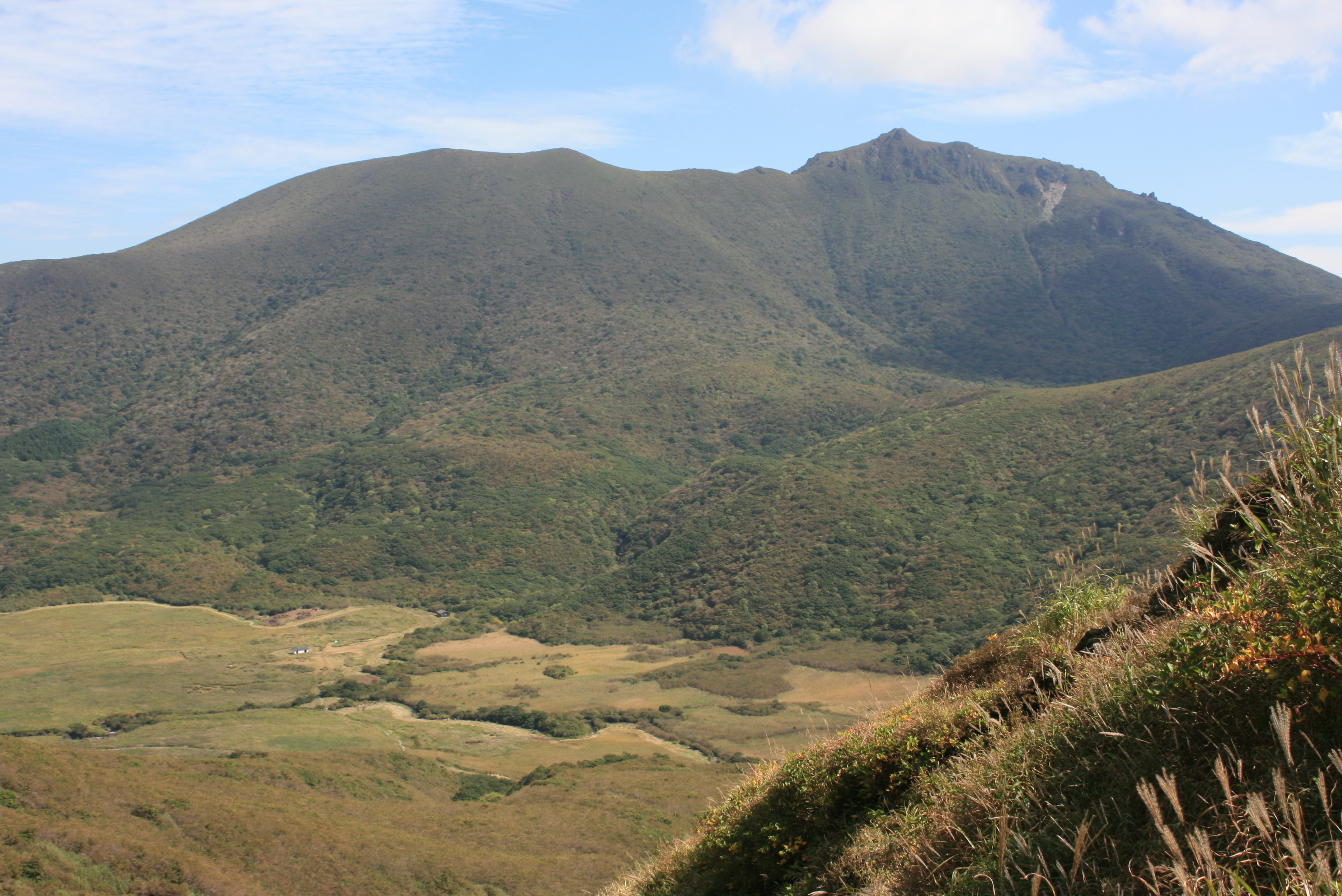
大船山